# Regine Ulmann

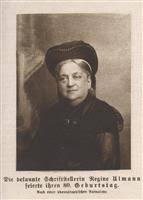
Regine Ulmann (1938 oder früher)

Regine Ulmann, Pseudonyme Gertrud Bürger und Agnes Thal, eigentlich Regine Kohn, (* 1. September 1847 in Wien; † 13. März 1939 ebenda) war eine österreichische Redakteurin und Schuldirektorin.

## Leben
Regine Ulmann erhielt Privatunterricht. Sie war 1886/7 mit gerade 19 Jahren Mitbegründerin des „Mädchen-Unterstützungs-Vereins“, dessen Direktorin sie später wurde.
Regine Ulmann war zunächst stellvertretende Vorsitzende und später Vorsitzende der 1896 in Wien gegründeten „Frauenvereinigung für soziale Hilfstätigkeit“. In diesem Zeitraum waren der Gynäkologe Hugo Klein (1863–1937) gemeinsam mit dem Mediziner Josef Breuer (1842–1925) im Beirat dieser Frauenvereinigung. Hugo Klein arbeitete später auch an der Thematik der Reformkleidung für Frauen und kämpfte gegen das Mieder.
Innerhalb der bürgerlichen Frauenbewegung war Ulmann engste Mitarbeiterin von Marianne Hainisch, der Gründerin des Bund Österreichischer Frauenvereine. Zusammen mit ihr und Anitta Müller-Cohen eröffnete sie 1923 in der Wiener Hofburg die Weltkonferenz jüdischer Frauen. Dabei wurde unter anderem die Errichtung des jüdischen Weltfrauenbundes beschlossen. Im August 1938, firmierte Regine Ulmann, über neunzigjährig, als letzte Präsidentin des von den Nationalsozialisten zwangsaufgelösten Sozialvereines. Der Verein war auch Mitglied im Bund Österreichischer Frauenvereine: anlässlich ihres vierzigsten Dienstjubiläums als Direktorin einer der vielen Vereinsschulen wurde Ulman von Gisela Urban mit den Worten gewürdigt: „Ihr Name erglänzt in der vordersten Reihe der österreichischen Vorkämpferinnen für Frauenrechte“ (veröffentlicht in Der Bund, IX. Jg., Heft 5, Mai 1914, S. 10–11). Sie war aber auch im Bereich der jüdischen Wohlfahrt sowie innerhalb der überkonfessionellen bürgerlich-liberalen Frauenbewegung lebenslang tätig.
Ulmann war Chefredakteurin von Das Blatt der Hausfrau, Herausgeberin des Praktischen Rathgebers der Wiener Mode und ständige Mitarbeiterin des Neuen Wiener Tagblattes, der Wiener Mode und anderen. Sie schrieb über Frauenfragen, Erziehung und Handarbeit und veröffentlichte z. B. Das Soll und Haben der Hausfrau (1897), Der Wäscheschrank, Wäschealbum der Wiener Mode und Lehrgang des Schnittzeichnens für Wäsche- und Kindergarderobe.

## Schriften
- Die Frauenbewegung unter Kaiser Franz Josef I. In: Zeitschrift für Frauenstimmrecht, 6. Jg., Nr. 9 u. 10, 1916.